# Kolonsaari
Kolonsaari är en ö i Finland. Den ligger i sjön Kolonjärvi och i kommunen Keuru i den ekonomiska regionen  Keuru ekonomiska region  och landskapet Mellersta Finland, i den södra delen av landet, 230 km norr om huvudstaden Helsingfors. Öns area är 3,3 hektar och dess största längd är 330 meter i nord-sydlig riktning.